# Костюченко Олекса Павлович
Олекса Павлович Костюченко (17 (29) лютого 1892 р., м. Харків (Іванівка), Харківська губернія, Російська імперія — після 22 червня 1941 р., зник безвісти під час етапування) — редактор, перекладач, журналіст, політв'язень. Сотник Армії УНР, з 15 листопада 1918 р. — ад'ютант Харківського Слобідського полку, з 6 грудня 1918 р. — начальник штабу Харківського Слобідського Коша. Надалі обіймав штабні посади у 6-й Січовій стрілецькій дивізії Армії УНР.

## Життєпис

### Ранні роки

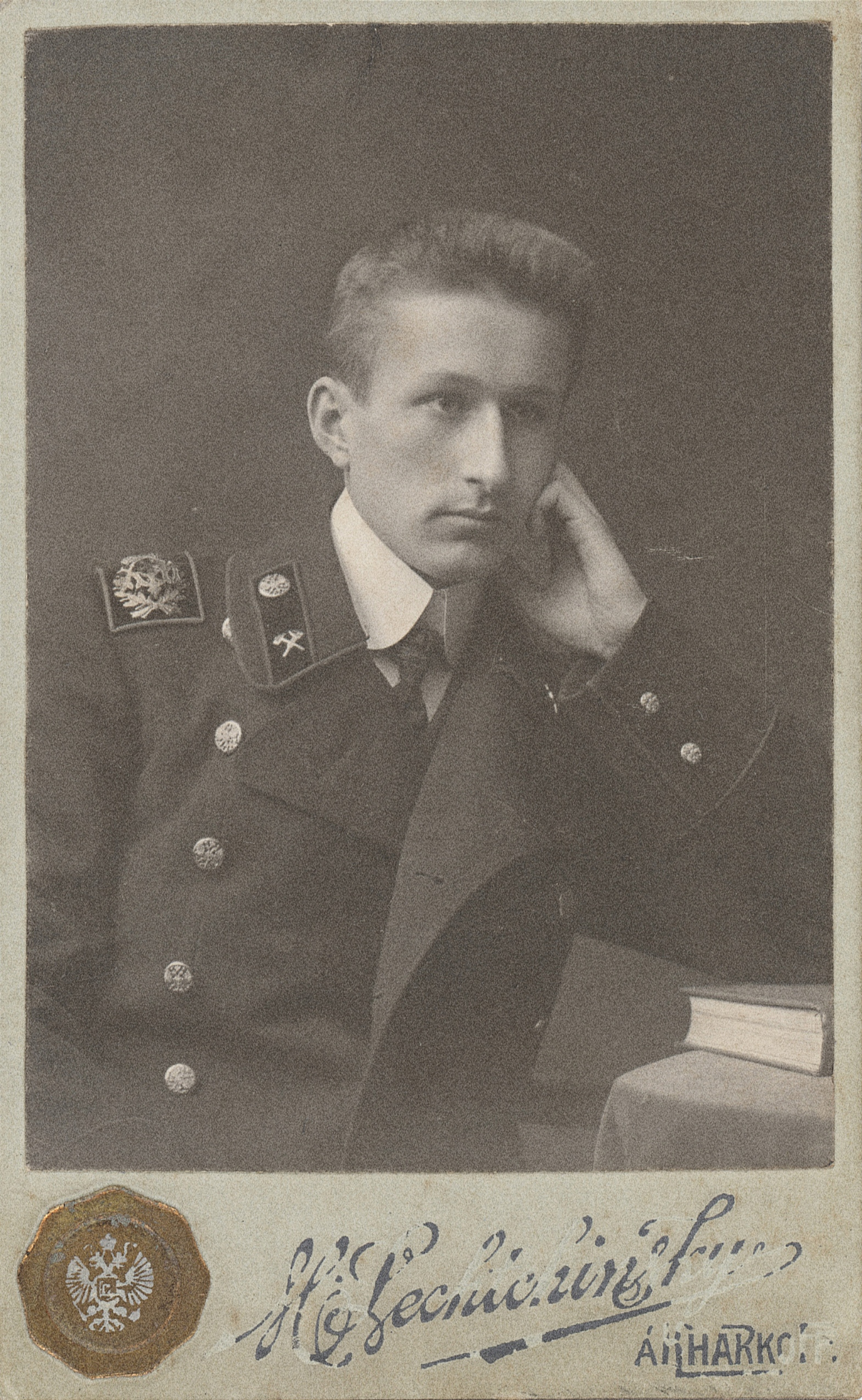
Студент Харківського технологічного інституту Олексій Павлович Костюченко. Архів УСБУ в Івано-Франківській області.

Народився 17 (29) лютого 1892 року у передмісті Харкова — на Іванівці, у сім'ї міщанина родом із Кременчука, Полтавської губернії Павла Ісайовича Костюченка та його законної дружини Пелагеї Тимофіївни Костюченко. У сім'ї де плекались українські традиції. Батько працював рахівником на Південній залізниці, мати домогосподарка. Мав брата Бориса та сестру Марусю.
З 1899 по 1901 роки Костюченко отримував підготовчу освіту. З 1901 по 1909 роки навчався у Харківській реальній школі.
У 1909 році закінчує 1-шу Харківську реальну школу та вступає на механічний відділ Харківського технологічного інституту. Весною 1911 року через хворобу звільнився. Восени того ж року вступив на хімічний відділ Харківського технологічного інституту.

### Служба в російській армії

Під час служби в РІА.
7 травня 1915, м. Ярославль

У травні 1914 року призваний до війська. 30 липня 1914 року вступив до Чугуївської військової школи. Закінчив її за 1-м розрядом 1 грудня 1914 року. У ранзі прапорщика призначений до 211-го пішого запасного батальйону, де служив до 21 грудня 1916 року на посадах начальника навчальної команди і командира сотні. В «Описі життя» зазначав:
21 грудня 1916 року відбув на фронт і перебував спочатку в 149 п. Чорноморському полку, а потім в 731 п. Комаровському полку і з перших чисел травня 1917 в штабі 183 пішої дивізії, в полках я був сотенним і баталіонним командіром, а в Штабі дивізії завідуючим противоґазовою боротьбою в дивізії і дивізійним метеорольоґом (в перших числах липня 1917 року скінчив противоґазові та метеорольоґічні курси при Штабі Північного Фронту)…

### В українському війську

На службі в армії УНР.
23 серпня 1920

24 листопада 1917 р., взявши відпустку, виїхав до України з метою вступити до української військової частини. На момент прибуття Харків був вже окупований більшовиками, а виїхати до Києва не пощастило. Костюченко залишився в Харкові.
Коли при Гетьмані почалося формування українських частин, з 31 серпня 1918 року свідомо вступив до 42-го пішого Валківського полку, розташованого в Харкові.
15 листопада 1918 року перейшов на службу до Коша Військ Козацьких Харківщини, а 17 листопада 1918 року в складі цього Кошу брав участь в Антигетьманському повстанні.
У Коші короткий час був ад'ютантом Харківського слобідського козацького полку, а потім Начальником штабу Кошу аж до 26 травня 1919 року, коли захворів і відбув до шпиталю в м.Тернопіль. У вересні остаточно видужав і служив у тилових частинах Української армії. 26 грудня 1919 року відбув з Кам'янця на формування української армії в Домб'є, а потім у Ланьцут, де фактично був інтернований до 8 лютого 1920 року.
8 лютого 1920 року розпочалося формування 6-ї стрілецької дивізії, куди Костюченко вступив та був призначений старшим ад'ютантом штабу. У складі цієї дивізії брав участь в усіх походах до моменту нового інтернування — 26 листопада 1920 року, після чого прибув з дивізією до табору Олександрів. За час перебування в таборі 27 червня 1922 року скінчив Курси Штабових старшин.
Нагороджений хрестом Симона Петлюри за участь у збройній боротьбі за державність України під проводом головного отамана Симона Петлюри 1917–1921 рр (№82).

### Арешт та загибель
7 листопада 1940 року, під час окупації Галичини СРСР, Костюченка заарештували у с. Залукві, Галицького району, Станіславської області. Уривок з постанови УМДБ Станіславської області в карній справі О. П. Костюченка від 20 липня 1948 року:
"...уголовное дело на Костюченко Алексея Павловича было возбуждено 6-го ноября 1940 года по ст. 54-6, 54-10 УК УССР, но по случаю начавшихся военных действий в 1941 году следствие по делу не было закончено, а арестованный Костюченко А. П. будучи этапированным из Станиславской тюрьмы в восточные области СССР пропал безвести.

Произведенной проверкой по Галичскому району Костюченко не установлен и судьба его неизвестна, что подтверждается справкой сельского совета."
Отже найбільш коректною датою відліку до загибелі О. П. Костюченка можна назвати період від 22 червня 1941 року — після початку німецько-радянської війни.

## Інтернування
З наступом Червоної армії 6-та дивізія відступила назад і 21 листопада 1920 року перейшла річку Збруч та потрапила на територію Польщі, де була інтернована, а особовий склад підрозділу було відправлено до таборів. Костюченко потрапив до табору Александрів, біля Варшави. Він прибув туди 16 грудня 1920 року і знаходився у таборі Александрові до весни 1922 року. Весною 1922 року Костюченка перевели до табору Щипйорно, біля міста Каліш, де він пробув до 21 жовтня 1923 року.

## В еміграції
У кінці жовтня 1923 року Костюченка звільнили з табору полонених…, і 1 листопада 1923 року він прибув до Чехословаччини в місто Подєбради та вступив до Української сільськогосподарської академії на лісовий факультет агрономічного відділу.
10 квітня 1928 року Олекса Костюченко захистив дипломну працю і отримав фах інженера агронома.
Після закінчення сільськогосподарської академії в 
м. Подєбрадах 10 квітня 1928 року за фахом інженер агроном селекціонер — у серпні 1928 року, у зв’язку з запитом до академії фірми «Товариство селекції сільськогосподарських культур», з проханням надіслати інженера селекціонера для роботи, Олекса Костюченко вирушив до Польщі.
У серпні 1928 року Костюченко приїхав на адресу вказаної фірми до села Казімежа-Вельки, Келецького воєводства, Пінчувського повіту. У цій фірмі він працював до березня 1931 року керівником селекційної станції біля с. Казімежа.
У березні 1931 року Олексу Костюченка скоротили по роботі в фірмі, і
він вирушив до міста Львова шукати собі нову роботу. З осені 1931 року він потрапив на тимчасову роботу до поміщика Кальби (фольварк Кальби) в селі Мозолівка, Підгаєцького повіту, Львівського воєводства, де працював на посаді виконуючого обов’язки власника садиби до березня 1932 року.
З березня 1932 року Костюченко влаштувався на іншу роботу до фірми власника Терпиляка, яка мала назву «розплідник фруктових дерев і насінного господарства» в селі Залукві, Підгаєцького повіту, Львівського воєводства, де працював на посаді помічника керівника господарства.
З березня 1933 року Костюченко працював у згаданій фірмі в селі Залукві, біля міста Галича Станіславського воєводства, в головному маєтку Терпиляка на посаді керівника селекційного відділу фірми Терпиляка до приходу Червоної армії на захід України восени 1939 року.
Після націоналізації господарства Терпиляка, Олекса Костюченко залишився працювати там само, в радгоспі, який мав назву «Залуквянський державний плодорозсадник», на посаді агронома селекціонера до дня арешту.

## Громадська діяльність
В перших числах серпня 1917 р. брав участь в утворенні Української дивізійної ради і т-ва «Просвіта». В листопаді 1919 р. в Кам’янці був організатором “Громади Старшин-Українців”, з частиною якої, як член президії, виїхав до Домб’є і Ланцуту, де Громада провадила національно-культурну роботу. Під час інтернування працював головним чином на культурно-просвітницькім полі - був організатором “Громади Старшин 6 Січової Стрілецької дивізії” — членом президії, секретарем і заступником голови; викладав лекції по українознавству в козацьких школах; був редактором дивізійного часопису “Нове Життя”, співробітничав в таборових гуртах, журналах і видавництвах, редагував “Релігійно-Науковий Вістник” і викладав хімію в Щипіорнській реальній школі. Одночасно з тим був учителем 
української мови в 4-х молодших кля- 
сах Хар. Жіночої гімназії Є. Сєдової.  За його проектом Христина Сушко вигаптувала в українському стилі ризи для священика похідної Свято-Покровської церкви 6-ї Січової стрілецької дивізії. Євген Маланюк про цю ризу написав статтю. Він зазначав, що “узори вишивок виконані по прекрасному проекту сотника Олекси Костюченка, відзначаються глибоким почуттям української старовини, українського узору і українського орнаменту. Виконання узорів вишивкою треба визнати не тільки гарним, а й майстерним. Поява церковного убору тепер, у страшний час нашої апокаліптичної національної боротьби, воскресіння цього прекрасного, 
ароматом давнини напоєного закутка 
нашої церковної історії — вишиваної 
священицької ризи — хай буде великим символом. Символом відродження. 
Символом віри в майбутнє!” Братство
6-ї Січової дивізії надіслало найщирішу подяку до філії Союзу українок табору Щипйорно, і зокрема пані Христині Сушковій та сотникові О. Костюченку за їхню працю. 1926 року жертвував кошти на створення фонду на виховання дітей журналіста Олександра Хомича Саліковського, який помер 1925 року.

## Вшанування пам'яті
26 січня 2024 року у Харкові було перейменовано вулицю Кокчетавську іменем Сотника Костюченка.